# Нушполы
Нушполы — деревня в Талдомском районе Московской области Российской Федерации, в составе сельского поселения Гуслевское. Наряду с деревней Вотря является старейшим известным поселением Талдомского района. Бывший административный центр Нушпольской волости Александровского уезда Владимирской губернии. Население — 152 чел. (2010).

## История
Есть версия, что название деревни имеет мерянские корни («нуша» — «крапивная» или «нужбол» — «щука»).
Впервые Нушполы упоминаются в грамоте 1504 года как «деревня Нушполь, на берегу реки Дубны, принадлежащая Кашинскому уезду с рекой Нушполькой» (в настоящее время русло реки находится в километре от центра деревни). По другим музейным источникам, основание поселения связывается с освоением пограничной полосы после присоединения Тверского княжества к Московскому княжеству в 1485 году. По преданию, местных жителей исстари характеризовали вялость и неторопливость, речь их отличалась тягучестью и напевностью. Языковой особенностью жителей волости было и то, что они картофель называли «яблоками», а картофельное пюре — «яблочником».
В 1775 году Екатерина II произвела новое деление Российской империи. В те годы Нушполы перешли из состава Тверской губернии во Владимирскую.
До 1881 года на территории нынешнего Талдомского района были две волости Владимирской губернии — Павловическая и Куниловская, а потом они были объединены в одну — с центром в Нушполах. Волость была весьма небогатой и малонаселённой. Солидную территорию волости занимало обширное болото, именуемое местными жителями «Поймо». Оно начиналось между деревнями Петрино, Шатилово и Солонишники и тянулось почти до Переславля-Залесского. В повести Михаила Пришвина «Журавлиная родина» болото описывается подробно. Вся волость страдала от ужасного состояния дорог. Единственным путём, связывающим Нушполы с цивилизованным миром, была дорога на деревню Припущаево, проложенная поперек болота, в самой его трясине. В наиболее топком месте был устроен мост, длиною в полторы версты. Но для жителей шестнадцати деревень волости это был единственный путь в Нушполы.

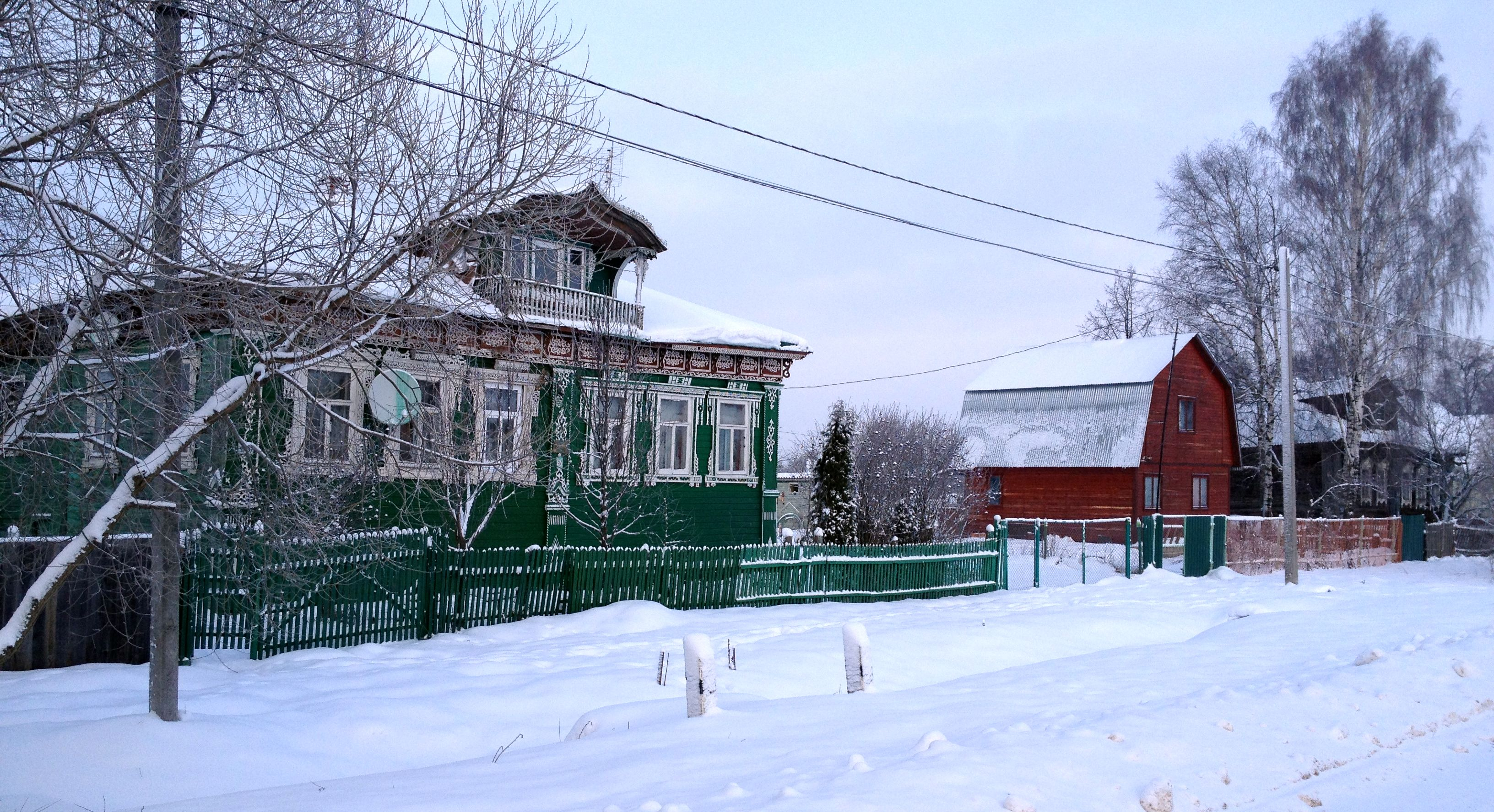
Деревенский дом.

Население волости исстари занимается кустарными промыслами. Сапожное ремесло было развито очень слабо, а главным было ремесло башмачное. Кустарей-башмачников в волости до 90 %. Валяльным промыслом было занято до 30 % жителей.
В 1862 году отмечается как казённое село на речке Нушполке. 734 жителя, 95 дворов, церковь.
В 1895 году — 804 жителя, фельдшерский пункт. Крестьяне занимались валянием валенок. У крестьянина Елпатьевского насчитывалось 16 ульев.
В 1905 году — 1055 жителей, 141 двор.
В 1922 году открылась начальная школа. Первым её учителем был известный в районе педагог Дмитрий Прокофьевич Антонов, который с семьей и жил в здании школы.
Благодаря близости бывшей фабрики Кузнецова жители то работали на фабрике, то шили башмаки. Отмечалось, что типы местных жителей больше похожи на фабричных рабочих, нежели на кустарей или крестьян. Ленинские (Талдомские) кооперативные организации не могли в этом районе развить свою деятельность, благодаря ужасному состоянию путей сообщения, а соседний Дмитровский уезд объединял главным образом потребительскую кооперацию (Дмитровский союз кооперативов). Население считало кустарничество второстепенным, а главный заработок давали фабрики.

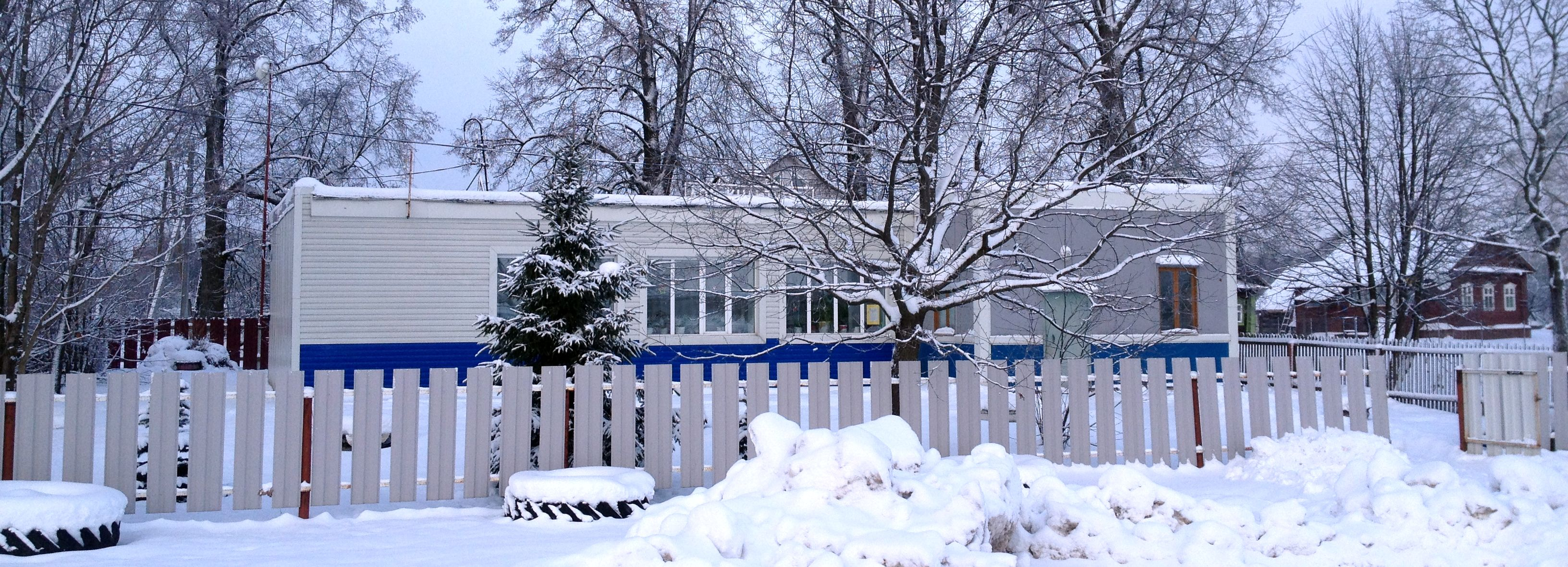
Нушпольский Дом культуры.

1 октября 1924 года, после укрупнения волостей, Нушпольская волость прекратила своё существование. Южная её часть вошла в Гарскую волость, северная — в Ленинскую. С тех пор Нушполы стали «заштатным» селом, постепенно уступив лидирующее положение в крае Павловичам.
В 1929 году создан колхоз «Красные всходы». Председателем колхоза выбрали Василия Бутатова.
В 1950-х годах, уже после реорганизации МТС, нушпольский колхоз вошёл в состав совхоза «Комсомольский» как отделение.
3 марта 1969 года колхоз «Дубна» был преобразован в совхоз «Красные всходы». В его состав вошло бывшее Нушпольское отделение совхоза «Комсомольский». Новое хозяйство тогда имело 5735 гектаров земельных угодий, в том числе 2124 гектара пашни, 1025 гектаров сенокосов, 1234 гектара пастбищ. В совхозе было 1300 голов крупного рогатого скота, в том числе 612 коров. Машинный парк насчитывал 30 тракторов, 17 автомашин, другую технику.
В 2012 году предполагалась газификация деревни Мособлгазом. По состоянию на январь 2015 года газ к домам не подведён.
В июле 2025 года начал работать Музей Нушполы - цифровой музей истории деревни и села

## Население
| 1859 | 1905  | 1926 | 2002 | 2006 | 2010 |
| ---- | ----- | ---- | ---- | ---- | ---- |
| 734  | ↗1055 | ↘818 | ↘153 | ↘151 | ↗152 |

## Церковь Воскресения Словущего в Нушполах
До упразднения монастырских вотчин это село принадлежало Московскому Спасо-Андрониеву монастырю. Исторические сведения о церкви в селе Нушполе восходят к XVII веку. В Переславских писцовых книгах Семена Хлопова в Нушполе значится церковь Воскресения Христова, в приходе 12 дворов. По переписным книгам 1703 года у той же церкви написано: «поп Михайло Харитонов, дьячёк Андрей, в приходе 33 двора». В 1705 году церковь была перестроена и освящена в то же наименование.
В 1727 году Нушпольская церковь за дальним расстоянием от Переславля переписана в административном отношении в Троицкую десятину патриаршей области. В 1784 году церковь была вновь перестроена и освящена в честь обновления храма Воскресения Христова (Церковь Воскресения Словущего). В 1829 году вместо деревянной церкви в Нушполе устроена кирпичная церковь с колокольней, существовавшая до середины XX века. Престолов в ней было три: в холодном приделе в честь Обновления храма Воскресения Христова, а в приделах теплых — во имя Успения Пресвятой Богородицы (главный престол) и в честь Владимирской иконы Божией Матери. Утварью, ризницей святыми иконами и богослужебными книгами церковь была снабжена достаточно. В церковной библиотеке были назидательные книги, перенесенные из прежней деревянной церкви, также и иконы в иконостасе из прежней церкви. Хранились церковные документы: копии с метрических книг с 1800 года, исповедные росписи с 1819 года.
Посвящение же церкви относится к празднику Воскресения Словущего, посвящённому восстановлению Храма Воскресения Христова в Иерусалиме (более известного как Храм Гроба Господня) в 335 году. Считалось, что поскольку Храм Воскресения Христова в Иерусалиме построен на месте реальных исторических событий, связанных с воскресением Христа, церкви в других городах не могли иметь такое же название. Поэтому храмы за пределами Иерусалима строились не во имя самого Воскресения, а именно в честь праздника, который «слывет» Воскресением.
Земли при церкви на 1895 год: усадебной 1 десятина, пахотной 30 десятин и сенокосной 3 десятины; плана и межевой книги на эту землю нет. Приход состоит из села Нушполы и деревень: Солонишников (в 6 верстах от церкви) и Припущаево (6 верст), в коих по клировым ведомостям числится 547 душ мужского пола и 634 женского.
Летом 1950 года начаты демонтажные работы по разбору церкви. При этих работах обрушился свод, после чего церковь была окончательно снесена.